# Wadim Tarasow
Wadim Giennadjewicz Tarasow (ros. Вадим Геннадьевич Тарасов; ur. 31 grudnia 1976 w Ust-Kamienogorsku, Kazachska SRR) – rosyjski hokeista pochodzenia kazachskiego. Trener hokejowy.
Jego syn Daniił (ur. 1999) także został bramkarzem hokejowym

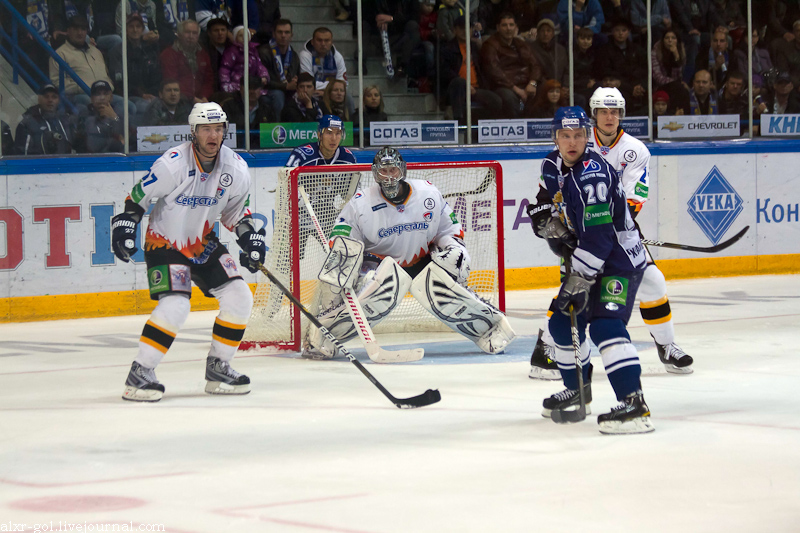
Wadim Tarasow (w bramce) w barwach Siewierstali Czerepowiec (2011)

## Kariera
- Torpedo 2 Ust'-Kamienogorsk (1992-1993)
- Torpedo Ust'-Kamienogorsk (1993-1994)
- SK Biełowo (1994-1995)
- Mietałłurg Nowokuźnieck (1995-2001)
- Québec Citadelles (2001-2002)
- Mietałłurg Nowokuźnieck (2002-2006)
- Saławat Jułajew Ufa (2006-2009)
- Nieftiechimik Niżniekamsk (2009-2010)
- Mietałłurg Nowokuźnieck (2010-2011)
- Siewierstal Czerepowiec (2011-2012)
- Saławat Jułajew Ufa (2012-2013)

Wychowanek Torpedo Ust-Kamienogorsk. W młodości występował w juniorskich kadrach Kazachstanu. Następnie był reprezentantem Rosji (m.in. podczas turniejów Euro Hockey Tour 2003 i 2004). Od maja 2012 roku ponownie zawodnik Saławata Jułajew Ufa, związany dwuletnim kontraktem. Występował w sezonie KHL (2012/2013).

## Kariera trenerska
Następnie, już jako były zawodnik klubu, w kwietniu 2013 roku został trenerem bramkarzy w Saławacie. W sezonie KHL (2019/2020) był trenerem bramkarzy w HK Soczi. W 2020 powrócił do Saławatu. W maju 2021 wszedł do sztabu trenerskiego Sibiru Nowosybirsk.

## Sukcesy
Klubowe
- Złoty medal mistrzostw Kazachstanu: 1994 z Torpedo Ust'-Kamienogorsk
- Złoty medal mistrzostw Rosji / mistrzostwo KHL: 2008 z Saławatem Jułajew Ufa

Indywidualne
- Najlepszy Bramkarz Sezonu Superligi: 1999, 2000, 2001
- Superliga rosyjska 1997/1998: Złoty Kask (przyznawany sześciu zawodnikom wybranym do składu gwiazd sezonu)
- Superliga rosyjska 2000/2001: Złoty Kask (przyznawany sześciu zawodnikom wybranym do składu gwiazd sezonu)